# Адријен Нијоншути
Адријен Нијоншути (фр. Adrien Niyonshuti; 2. јануар 1987) бивши је руандски професионални бициклиста у периоду од 2007. до 2018. године, који тренутно ради као селектор репрезентације Бенина. Три пута је освојио национално првенство у друмској вожњи и два пута у вожњи на хронометар. Возио је за тим Дименжен дата од 2009. до 2018. године, када је завршио каријеру, док је 2020. почео да ради као спортски директор у својој академији Скол која је добила статус континенталног тима. Тим је расформиран на крају 2021. а на крају 2022. угасио је академију. Године 2023. именован је за селектора репрезентације Бенина, како би је припремио за Свјетско друмско првенство 2025. које се одржава у Кигалију, главном граду Руанде.
У Геноциду у Руанди 1994. године, убијено је шесторо његове браће. Први бицикл му је поклонио ујак кад је био у тинејџерским годинама, а 2006. године запазио га је Џонатан Бојер, бивши професионални бициклиста, на класику Вуден.

## Каријера
Рођен је у Руамагани, у Источној покрајини Руанде, а бициклизмом је почео да се бави са 16 година. Бојер, који је био први Американац који је возио на Тур де Франсу, радио је у Руанди на пројекту увоза теретних бицикала за узгајиваче кафе. Он је такође преузео улогу тренера за национални бициклистички тим Руанде, а након што је примијетио Нијоншутија на првом издању класика Вуден, позвао га је да се придружи тиму. Остваривао је добре резултате на локалним тркама по Африци, а на трци Тур оф Руанда пет година заредом је завршио у првих десет и побиједио је 2008.
Године 2008. присуствовао је тренинг кампу Афричког континенталног центра у Јужноафричкој Републици, гдје му је понудио уговор Даглас Рајдер, спортски директор континенталног тима МТН сајклинг. Своју прву трку у Европи возио је у августу 2009. на Туру Ирске, поставши први бициклиста из Руанде који је возио неку професионалну трку у Европи. Квалификовао се за Олимпијске игре 2012. у Лондону, у дисциплини крос кантри у оквиру брдског бициклизма. На церемонији отварања Игара, носио је заставу своје земље.
Учествовао је и на Олимпијским играма 2016. у Рио де Жанеиру, гдје је поново носио заставу на церемонији отварања. Возио је друмску трку али је није завршио. Године 2017. био му је циљ да дебитује на гранд тур тркама и да буде први бициклиста из Руанде који ће возити Тур де Франс, Ђиро д’Италију и Вуелта а Еспању, након што је тим 2016. добио UCI ворлд тур лиценцу. Није возио ниједну гранд тур трку, а на крају сезоне тим није хтио да продужи уговор са њим јер су морали да смање број возача, због чега је тражио други тим како би наставио професионално да се такмичи. Такмичио се као индивидуални возач на неколико трка у Африци током 2018. године, након чега је завршио каријеру у 31. години.

## Након завршетка каријере
Послије Олимпијских игара у Лондону 2012. године, истакао је да је осјетио жељу да понуди шансу бициклистима у својој земљи да искусе спорт, да улије наду и пренесе његове позитивне вриједности будућим генерацијама и први пут се појавила идеја о оснивању бициклистичке академије. Прва локација коју је одабрао био је његов родни град Руамагана, а уз подршку тима Африка рејсинг и фондације Дизање из пепела, академија је званично покренута у августу 2013. У децембру 2019. године, договорио је сарадњу са компанијом SKOL Brewery Ltd и креиран је континентални бициклистички тим Скол Адријен Нијоншути академија, који је почео да се такмичи 2020. године. У тиму су возили само бициклисти из Руанде и 2020. и 2021. а на крају сезоне 2021. тим је угашен због несугласица, а Скол је одлучио да оформи сопствени тим. Академија је наставила да ради самостално до 31. децембра 2022. године, а из ње су двојица возача потписали професионалне уговоре са тимом Амани у дисциплини гравел, по шљунку, док је његов рођак Ерик Мухоза потписао уговор за Тим Бајкид за сезону 2023. Крајем 2022. године, затворио је академију да би се фокусирао на свој рад на развоју афричких бициклиста у Европи и као консултант за национални бициклистички тим Бенина, а радио је и као спортски директор тима Бенин на Тур ди Бенин трци 2022. године.
Дана 14. јула 2022. године, позван је од стране добротворне организације Qhubeka Charity да учествује у промотивном догађају на Тур де Франсу, приликом којег је требало да се попне на познати успон Алп д’Иез на једном од бицикала организације са једном брзином. Он је током већег дијела професионалне каријере возио за тим који се звао МТН—кубека и Дименжен дата, а који је спонзорисала организација Qhubeka и такође је учествовао у неколико добротворних акција, када су дијелили бицикла дјеци у Африци.
Успон је извезао за сат и 36 минута, а на циљу су га чекали припадници међународних медија. Након интервјуа са водећим новинарима телевизијских, радио и штампаних медија, објављено је неколико чланака.